# Jugon-les-Lacs
Jugon-les-Lacs es una comuna nueva francesa situada en el departamento de Costas de Armor, de la región de Bretaña.

## Historia
Fue creada el 1 de enero de 2016, en aplicación de una resolución del prefecto de Costas de Armor de 27 de diciembre de 2015 con la unión de las comunas de Dolo y Jugon-les-Lacs, pasando a estar el ayuntamiento en la antigua comuna de Jugon-les-Lacs.
La comuna se denominó Jugon-les-Lacs - Commune nouvelle hasta el 31 de diciembre de 2023.

## Demografía
| Gráfica de evolución demográfica de Jugon-les-Lacs entre 1800 y 2013 |
|                                                                      |

Los datos entre 1800 y 2013 son el resultado de sumar los parciales de las dos comunas que forman la nueva comuna de Jugon-les-Lacs, cuyos datos se han cogido de 1800 a 1999, para las comunas de Dolo y Jugon-les-Lacs de la página francesa EHESS/Cassini. Los demás datos se han cogido de la página del INSEE.

## Composición
| Comuna delegada | Código INSEE | Población (2013) | Superficie (km²) | Densidad (hab./km²) |
| --------------- | ------------ | ---------------- | ---------------- | ------------------- |
| Dolo            | 22051        | 672              | 11.88            | 57                  |
| Jugon-les-Lacs  | 22084        | 1817             | 26.15            | 69                  |